# کوریتوس
کوریتوس نام شش مرد فانی در اسطوره‌شناسی یونانی است:
- کوریتوس، پسر مارماروس و یکی از دربار سفیوس پادشاه اتیوپیا. او پلاتس را در جریان نبرد در جشن عروسی پرسئوس و آندرومده مجروح کرد.[۱]
- کوریتوس یکایتالیایی پادشاه و پدر ایاسیون، در برخی منابع [۲] و داردانوس (پسر زئوس)[۳] توسط Electra.[۴]
- کوریتوس، یکی از لاپیت‌ها. او فقط یک جوان بود، اما توسط روتوس، یکی از سانتور کشته شد.[۵]
- کوریتوس، یک شبه‌جزیره ابریان، محبوب هراکلس. گفته می‌شود که اولین کسی بود که کلاه ایمنی را ابداع کرد (زبان یونانی korys، اضافهkorythos) که نام خود را از او گرفته‌است.[۶]
- کوریتوس، یکی از دولیون‌ها. او توسط تودئوس کشته شد.[۷]
- کوریتوس، پادشاهی که تلفوس، پسر هراکلس و آئوگه را به عنوان پسر خود بزرگ کرد.[۸]
- کوریتوس، پسر پاریس (اسطوره‌شناسی) و نیمف اونیونه. پس از اینکه پاریس اوئنون را رها کرد، پسر را که اکنون بزرگ شده بود به تروآ (شهر) فرستاد، جایی که او عاشق هلن شد و او به گرمی از او پذیرایی کرد. پاریس با کشف این موضوع، او را کشت، بدون اینکه پسرش را بشناسد. همچنین گفته می‌شود که کوریتوس در عوض پسر هلن و پاریس بوده‌است.[۹]